# Heptanaccital
Heptanaccital liknar Fibonaccital, men istället för att börja med två förutbestämda termer, startar talföljden med sju förutbestämda termer och varje term efteråt är summan av de sju föregående termerna.
De första heptanaccitalen är:
0, 0, 0, 0, 0, 0, 1, 1, 2, 4, 8, 16, 32, 64, 127, 253, 504, 1004, 2000, 3984, 7936, 15808, 31489, 62725, 124946, 248888, 495776, 987568, 1967200, 3918592, 7805695, 15548665, 30972384, 61695880, 122895984, 244804400, 487641600, 971364608, 1934923521, … (talföljd A122189 i OEIS)